# Varnița (okręg Vrancea)
Varnița – wieś w Rumunii, w okręgu Vrancea, w gminie Răcoasa. W 2011 roku liczyła 444
mieszkańców